# Porte terrestre de l'Arsenal de Venise

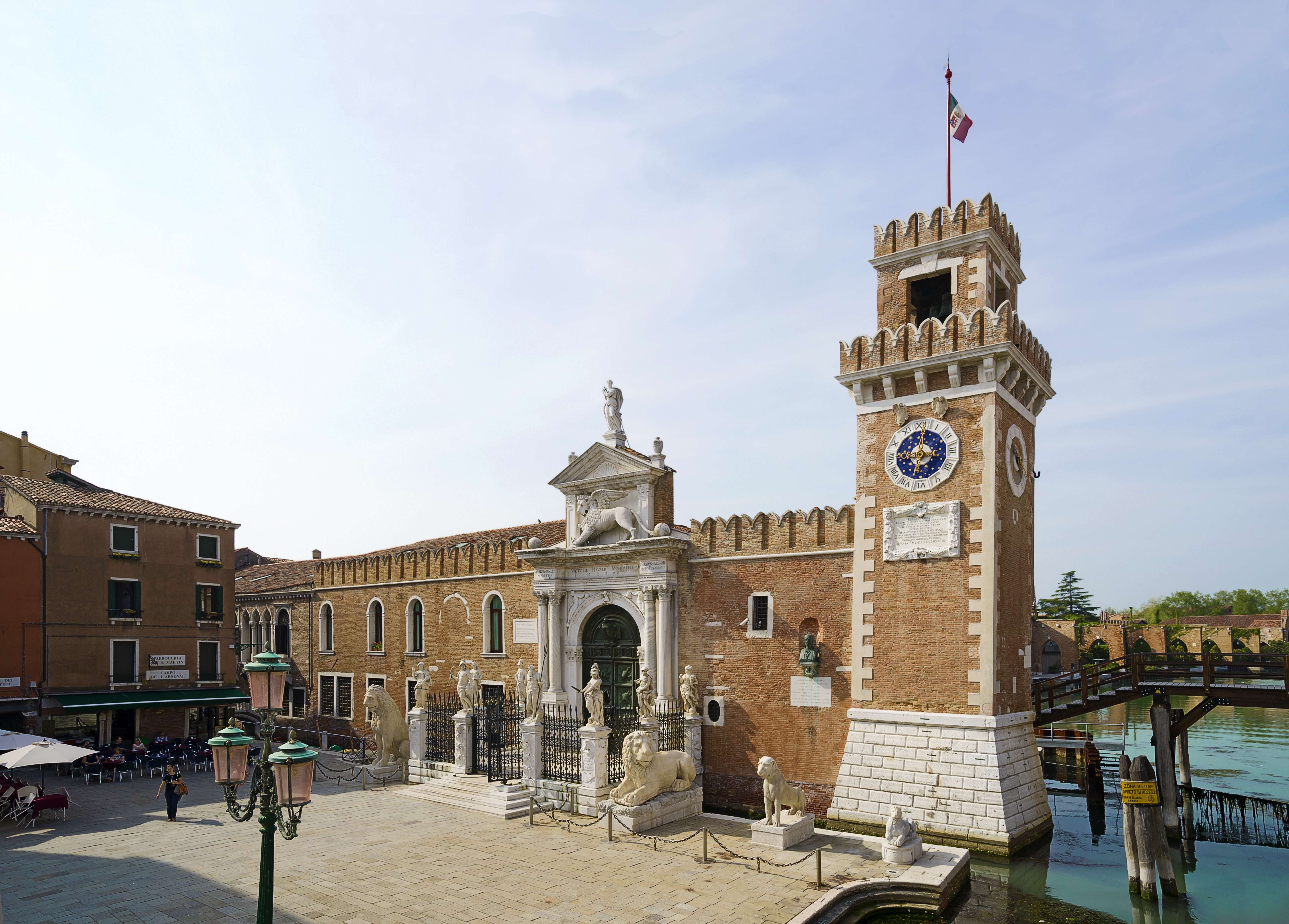
Campo de l'Arsenal

La porte terrestre de l'arsenal de Venise (en vénitien : porta da tera), représente l'accès par voie piétonne au complexe militaro-industriel de l'arsenal.

## Historique

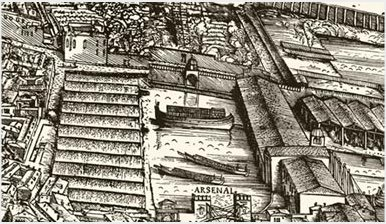
Vue de de Barbari'

La porta da tera commence à ressembler à l'actuelle dans la période entre 1457 et 1460, pendant le règne du doge Pasquale Malipiero, quand sous la direction d'Antonio Gambello l'ancienne entrée austère sera remaniée complètement et transformée sous les formes commémoratives typiques d'un arc triomphal, comme il peut être observé dans la célèbre vue de Jacopo de' Barbari du XVIe siècle, considéré comme le premier exemple d'application du style Renaissance en ville.
Curieusement, dans l'apparat décoratif les cadres et les moulures s'inspirent du modèle classique, alors que les chapiteaux avec des feuilles d'acanthe épineuse (XIIe siècle) qui ornent les colonnes jumelles en marbre grec à côté du four, sont de style Vénéto-byzantin. Elles auraient été récupérées de l'entrée précédente. Avec la disposition dans l'attique du superbe lion marchant, œuvre attribuée à Bartolomeo Bon fut complétée la première phase de restaurations.
En 1523 suivit la réalisation du hall, dont la configuration intérieure rappelle l'environnement typique des portes enchâssées et des enclos de maçonnerie des enceintes de l'arsenal et dont l'architecture simple mais solide rappelle le style de Jacopo Sansovino. À l'intérieur, sur le mur se trouve un splendide chapiteau marmoréen, montrant la Sainte Vierge avec Enfant, œuvre de Sansovino signé IACOBVS SANSOVINVS FLORENTINVS et daté de 1533. Une porte s'ouvre sur un grand escalier marmoréen qui mène à l'étage supérieur du bâtiment contigu à la porte, où jadis se trouvèrent les bureaux du Magistrat à l'Arsenal.
La troisième intervention à la décoration de la porte da tera eut lieu en 1571, à la suite de la victoire navale obtenue par le concours décisif de la République sur la flotte turque au large de Lepanto. À cette occasion, deux victoires ailées furent ajoutées sur les panaches à côté du grand arc central avec l'inscription VICTORIAE NAVALIS MONIMENTUM MDLXXI gravée sur l'architrave.
À l'achèvement courant 1578, ensemble avec les deux grands vases marmoréens s'élèvant sur l'attique, fut élevée sur le sommet du tympan, la statue de Sainte Justine, vénérée le jour de la victoire de Lepanto (7 octobre).
La quatrième intervention fut entreprise à la fin du XVIIe siècle, cette fois pour glorifier les exploits de guerre de Francesco Morosini, capitaine-général de mer et futur Doge, qui reconquit en 1687 la Morée. Sur projet d'Alessandro Tremignon en 1692, le petit pont simple d'accès fut transformé en une splendide terrasse, ceinte d'une grille de huit piliers, chacun décoré par des trophées en relief et coiffé d'une statue allégorique baroque. 
À droite, à côté de l'entrée, on retrouve Neptune, signé de Giovanni Antonio Comino,  puis Bellone, signée de Francesco Cabianca, et encore Vigilance et Abondance;  à gauche, Mars, également de Giovanni Antonio Comino, puis Justice et deux autres statues d'allégorie inconnue. Sur la décoration des piliers, à droite on lit l'inscription : DVCE INCLITO PAÎTRE ELLE MARIPIETRO.

## Les lions de l'Arsenal
Au cours de 1692, furent placés aux côtés de la terrasse deux lions colossaux, butin de guerre de Morosini, lesquels ornaient le port grec du Pirée (ce qui donna le nom porto Lion à l'escalier) et le côté antérieur du sabot de soutien porte une plaque en bronze avec l'inscription : 
FRANCISCVS MAUROCENVS POIL

PONESIACVS EXPVGNATIS ATHENIS MER

MOREA LEONVM SIMULACRA TRIUM 

PHALI MANV ET PIRAEO DIREPTA EN 

PATRIAM TRANSTVLIT FVTVRA DE LA VÉNÉTIE 

LEONIS QUAE FVERVNT MINERVAE 

ATTICAE ORNAMENTA 
Le lion étendu provient de la strada Lepsina, entre Athènes et Éleusis et il portait sur le côté antérieur du sabot de soutien une plaque en bronze avec l'inscription : 
ATHENIENSIA VENETAE CLASSIS 

TROPHEA VÉNÈTES SENATVS 

DÉCRET EN NAVALIS 

VESTIBVLO CONSTITVTA
Ces deux plaques furent enlevées en 1797 par les Français au cours de la première occupation pour être fondues comme métal d'artillerie ; les inscriptions furent alors gravées sur la pierre d'Istrie, aujourd'hui très usée et difficilement lisible.

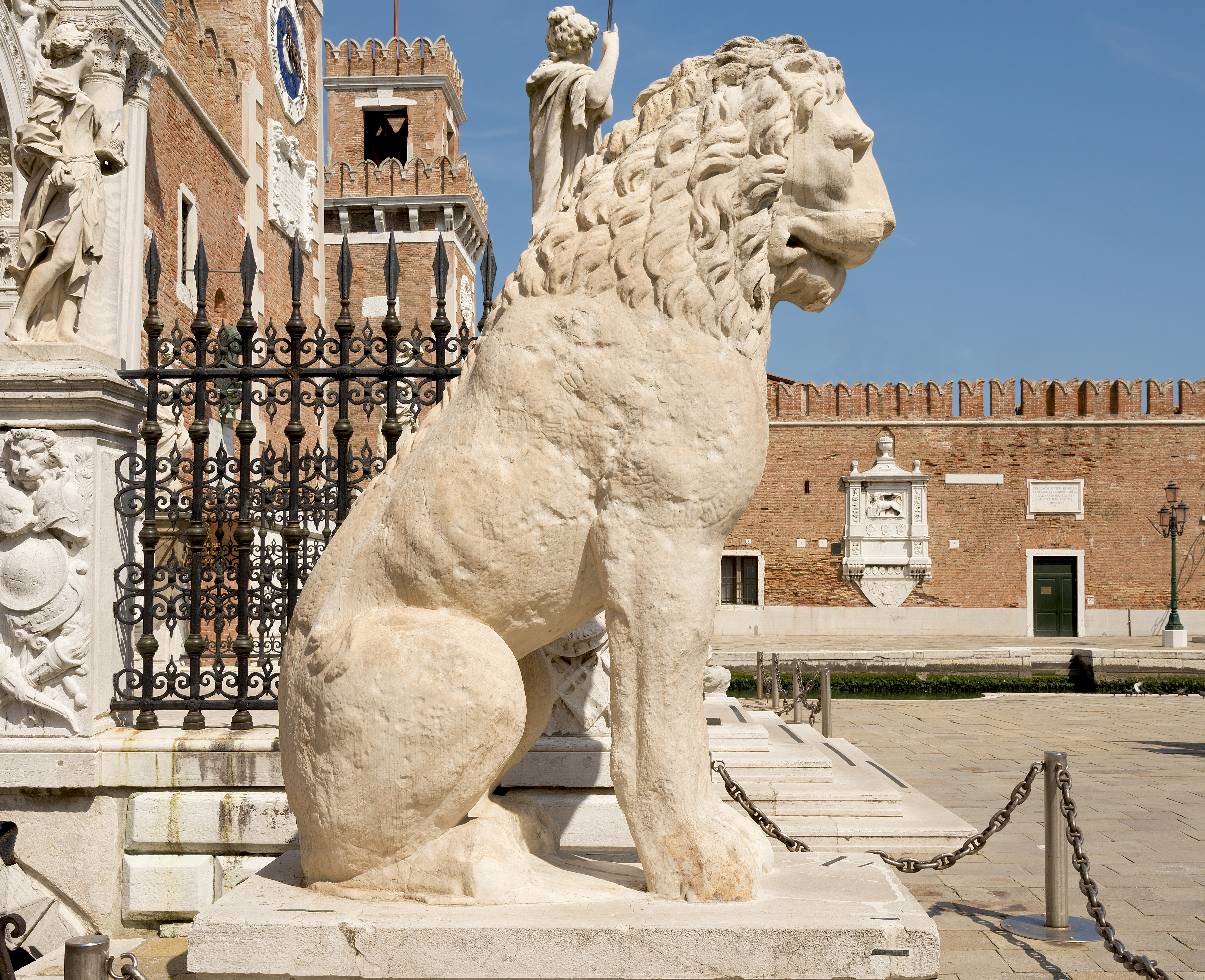
Le 1er lion
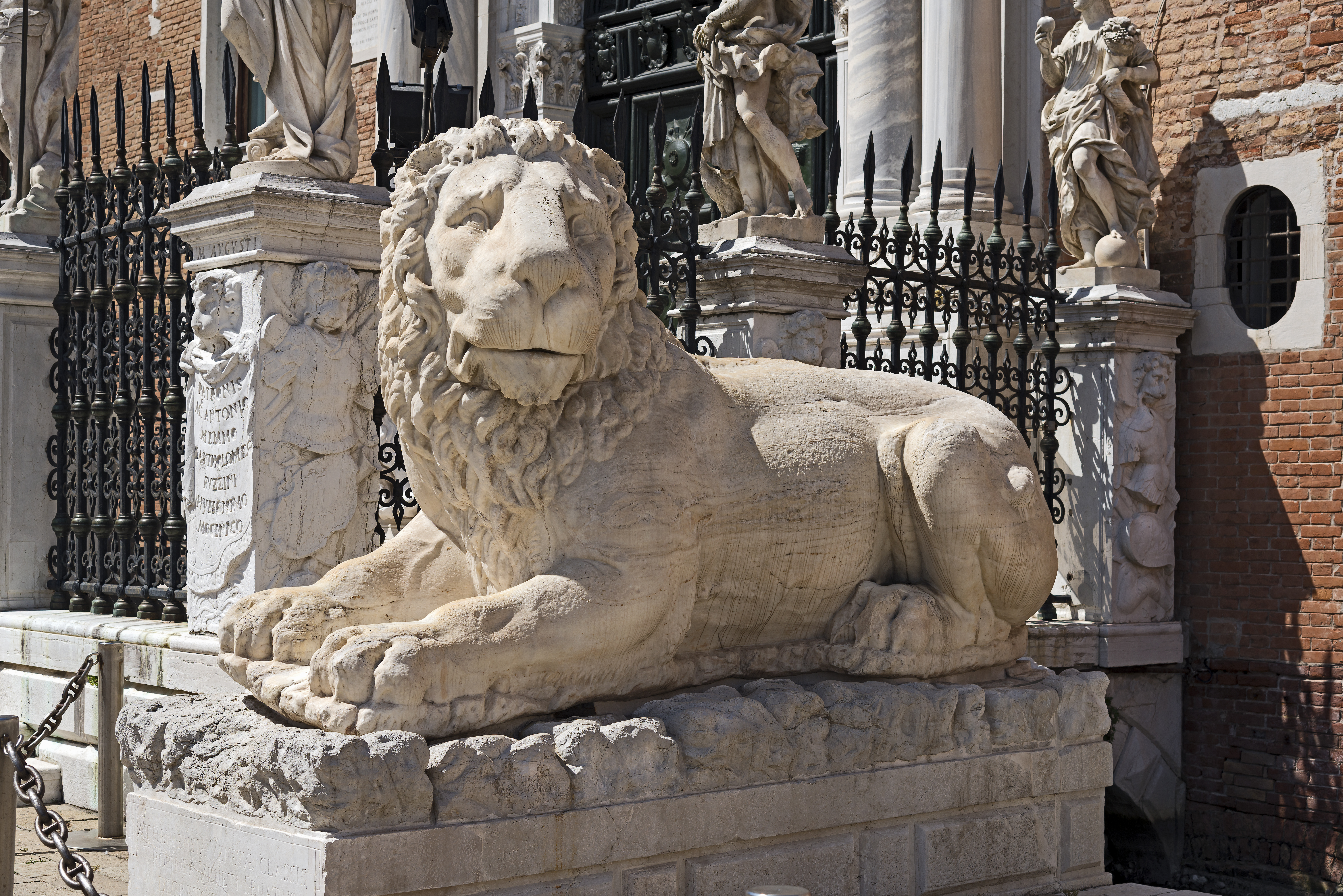
Le 2e lion
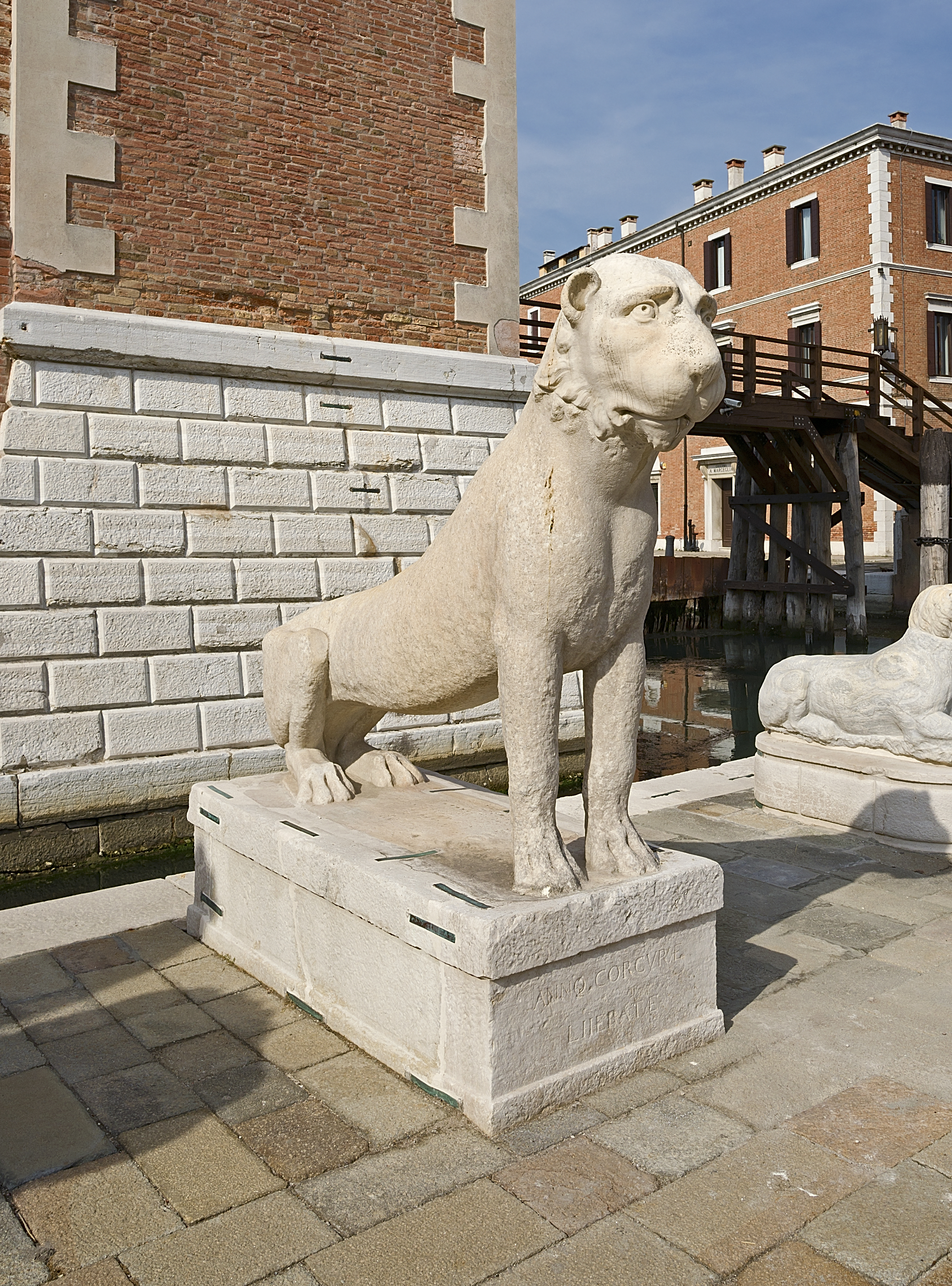
Le 3e lion (de Delos)
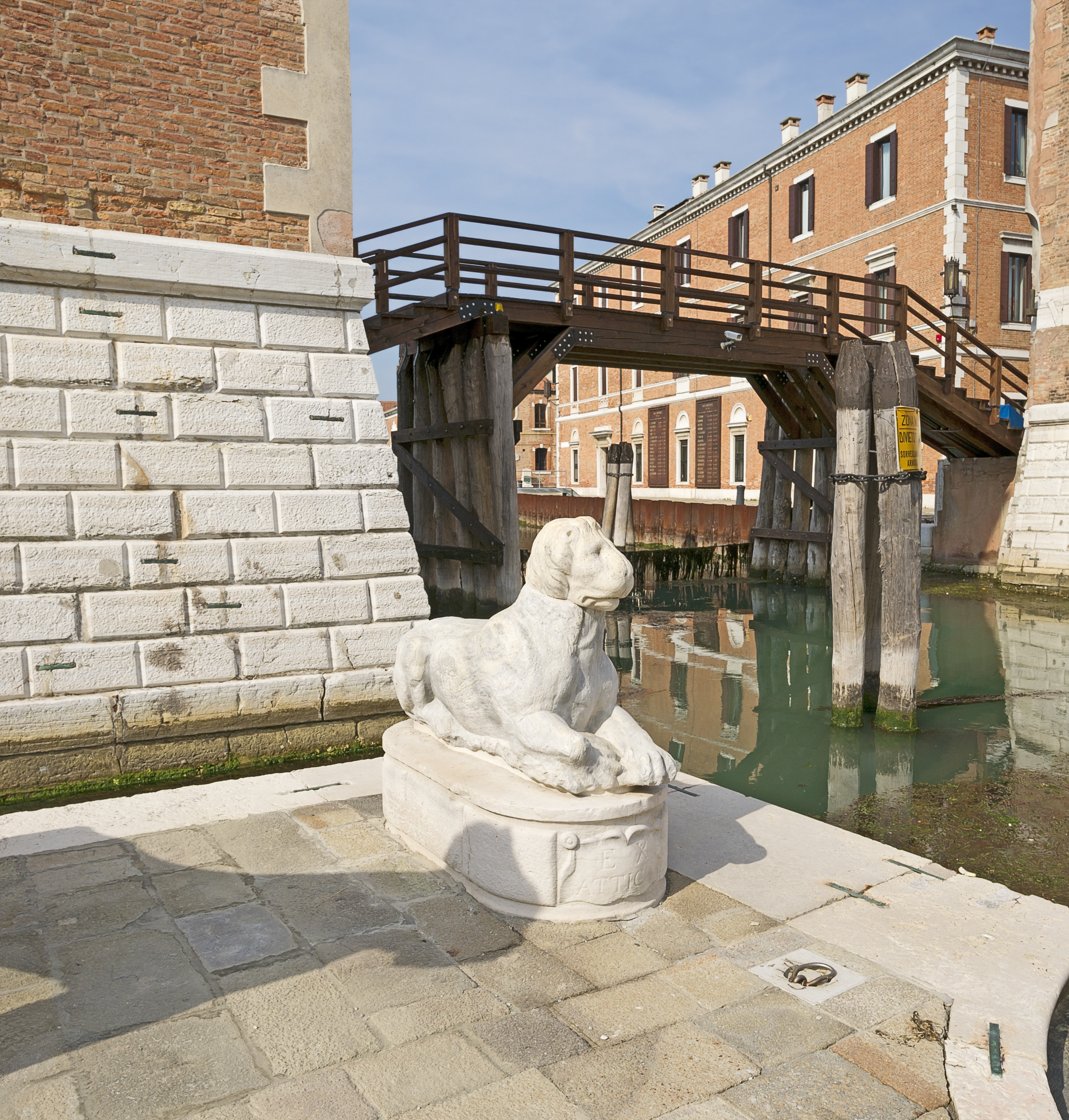
Le 4e lion

En 1694, la grande persienne en bois à deux battants qui ferme l'entrée fut rhabillée complètement par de la tôle de cuivre et les battants grandioses du portail furent exécutés en cuivre repoussé avec des trophées d'armes, en souvenir des exploits du doge Francesco Morosini, duquel fut reproduit le blason avec l'inscription:  FRAN. MAVROCENVS DVX. 
Suivent les armes des maisons Marcello, Nani, Giustinian, Mocenigo et Malipiero, pour rappeler les provéditeurs à l'Arsenal Augustin Marcello, Giacomo Nani et Giulio Giustinian, ainsi que les Patrons de l'Arsenal de cette époque Girolamo Mocenigo et Marco Malipiero.
Le troisième lion, provient de Delos et vint ici en 1716, après la résistance victorieuse au siège de la forteresse de Corfou par les turcs; cette sculpture grecque datée du VIe siècle porte sur le sabot l'inscription: ANNO CORCYRAE / LIBERATE. Seul le corps - et non la tête - est d'origine.
Le quatrième lion, le plus proche du canal, résulte de l'assemblage de deux sculptures dont la date et la provenance restent inconnues. Sur le sabot se trouve gravé :  EX / ATTICIS.  

## Sources
- (it) Storia de la Caxe de l'Arsenal